# Фрий
„Фрий“ (на английски: Free) е английска рок-група, съществувала от 1968 до 1973 г.
Най-известният ѝ хит е All Right Now от 1970 г. Групата е считана за една от най-въздействащите английски блус-групи от края на 1960-те, заедно с Лед Цепелин и Крийм .

## История
Групата е основата от Пол Роджърс и Пол Косов през пролетта на 1968 г. За петте години, в които съществува издава четири албума влезли в Топ 5 на британската класация, включващи хитове като All Right Now, Wishing Well и Fire and Water. All Right Now става номер 1 в 20 страни. Групата има над 700 участия, включително на легендарния фестивал Isle of Wight, заедно с Джими Хендрикс, Дъ Ху и други 
Вследствие на зависимостта от наркотици на китариста Пол Косов групата се разпада през 1971 г., но се събира отново в следващата година, преди да се разпадне окончателно през 1976 г. Пол Косов почива по време на полет от Ню Йорк към Лос Анджелис през 1976 г., което е краят на групата.

## Членове

### Оригинален състав
- Пол Роджърс – вокали, пиано (1968 – 1973)
- Пол Косов – китара (1968 – 1973)
- Анди Фрейзър – бас, пиано (1968 – 1972)
- Саймън Кърк – барабани (1968 – 1973)

### Промени след 1972 г.
- Джон Бъндрик – клавирни (1972 – 1973)
- Тетсу Ямаучи – бас (1972 – 1973)
- Уендъл Ричардсън – китара (1973)

## Дискография

### Студийни албуми
- 1968 Tons of Sobs
- 1969 Free
- 1969 Highway
- 1970 Fire and Water
- 1972 Free at Last
- 1973 Heart Breaker

### Сингли
- 1978 The Free EP

### Концертни албуми
- 1971 Free Live!